# Menpō

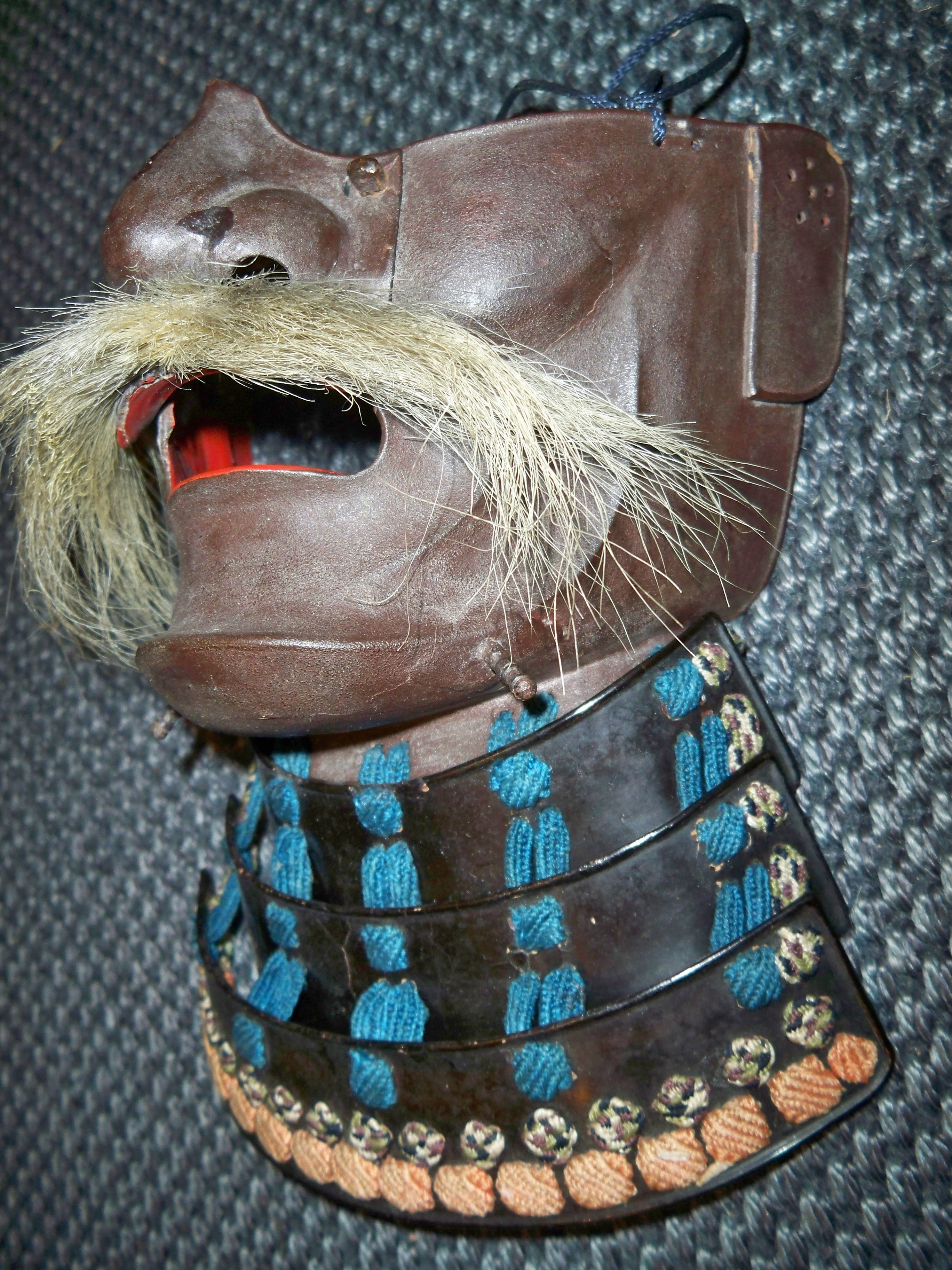
Kabuto avec menpô.

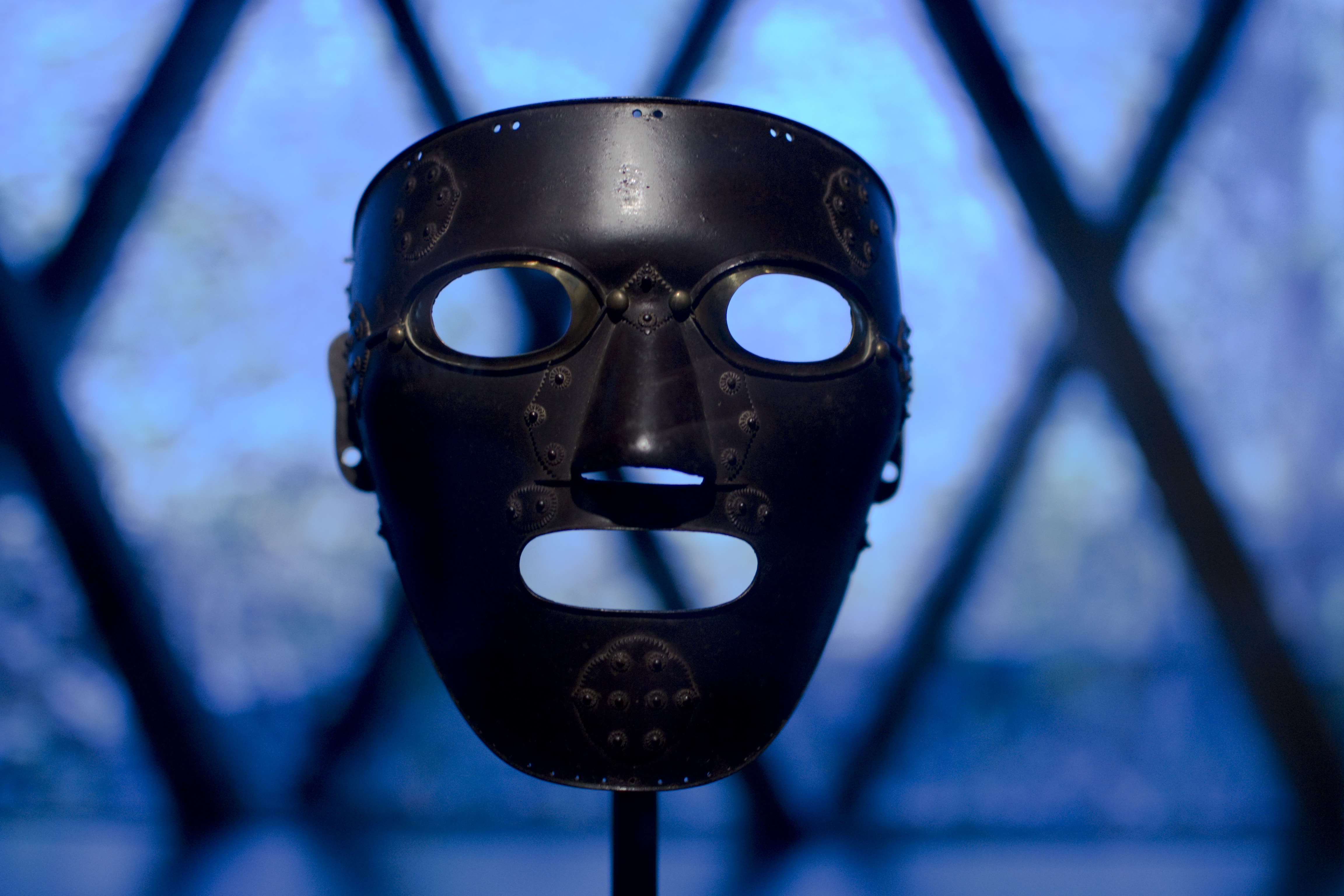
Somen.

Le menpō (面頬, ou mempo, mengu et occasionnellement men yoroi ou katchu men) est le terme pour désigner les nombreuses variétés de protection faciales portées avec le casque (kabuto) par les samouraïs japonais sont somen, menpō, hanpo et happuri. 
Souvent laqués, ces masques pouvaient représenter entre autres des visages de démons et des visages de kamis pouvant effrayer les ennemis.

## Description
Les mempo étaient des armures faciales qui couvraient tout ou partie du visage et permettait de renforcer la protection du casque lourd nommé kabuto. La sangle d'attache du casque (shinobi-no-o) était nouée sous le menton et surmontée du mempo. Il y avait des petits crochets appelés ori-kugi, ou un rivet (odome), situés à différents endroits pour permettre de le fixer avec la sangle du casque. Les mengu étaient généralement fabriqués en fer ou en cuir, ou une combinaison des deux. Ils pouvaient être éventuellement laqués et inclure une large variété de détails, tels que des moustaches, des dents et un nez détachable. La plupart des mempo à l'exception du happuri avaient un petit orifice sous le menton pour évacuer la transpiration.
Les mempo sont semblables aux masques portés par les cavaleries et infanteries des armées de la Chine antique des dynasties Han (IIIe siècle av. J.-C.) à Song (XIIIe siècle apr. J.-C.).

## Types demempo
Les menpō sont généralement classés selon plusieurs types :
- happuri : masque complet avec ouvertures pour les yeux et la bouche ;
- hoate : masque protégeant uniquement les pommettes ;
- somen (visage entier) : couvre entièrement le visage ;
- me no shita men : couvre généralement jusqu'aux yeux, couvrant le nez ;
- nodowa : en forme de U, protégeant les pommettes et le menton.

Les tempo (ou mengu) étaient souvent accompagnés d'un gorgerin (protection de la gorge) nommé yodare-kake.